# Elias Howell
Elias Howell (* 1792 in New Jersey; † Mai 1844 in Newark, Ohio) war ein US-amerikanischer Politiker. Zwischen 1835 und 1837 vertrat er den Bundesstaat Ohio im US-Repräsentantenhaus.

## Leben
Über Elias Howells Leben jenseits der Politik ist nichts überliefert. Auch seine Lebensdaten werden in den Quellen nur unvollständig angegeben. Er besuchte die öffentlichen Schulen seiner Heimat. 1819 zog er nach Newark in Ohio. In den 1820er Jahren schloss er sich der Bewegung gegen den späteren Präsidenten Andrew Jackson an und wurde Mitglied der in den 1830er Jahren gegründeten Whig Party. Zwischen 1830 und 1832 saß er im Senat von Ohio.
Bei den Kongresswahlen des Jahres 1834 wurde Howell im zwölften Wahlbezirk von Ohio in das US-Repräsentantenhaus in Washington, D.C. gewählt, wo er am 4. März 1835 die Nachfolge von Robert Mitchell antrat. Da er im Jahr 1836 auf eine weitere Kandidatur verzichtete, konnte er bis zum 3. März 1837 nur eine Legislaturperiode im Kongress absolvieren. Diese war von den Diskussionen über die Politik von Präsident Jackson bestimmt. Elias Howell starb im Mai 1844 in Newark. Sein Sohn James (1816–1880) wurde US-Senator für den Staat Iowa.